# Poltergeist (pel·lícula)
|  | Per a altres significats, vegeu «Poltergeist». |

Poltergeist és una pel·lícula estatunidenca de terror i suspens de 1982 dirigida per Tobe Hooper. És el primer lliurament de la «saga de Poltergeist», que consta de tres parts. Va ser produïda per Steven Spielberg, que va coescriure el guió al costat de Michael Grais i Mark Victor. El film va ser el primer gran èxit de Spielberg com a productor.
La trama gira entorn dels inquietants successos que tenen lloc a la casa d'una família que viu en els suburbis, i en la qual se sospita que ha tingut lloc el fenomen de poltergeist. Ha estat doblada al català.

## Argument
L'Steve i la Diane Freeling viuen una vida tranquil·la en una urbanització de Califòrnia anomenada Cuesta Verde, on l'Steve és un reeixit promotor immobiliari i la Diane és una mestressa de casa que cuida dels seus fills Dana, Robbie i Carol Anne. La Carol Anne desperta una nit i comença a conversar amb el televisor de la família, que està transmetent estàtica després d'un tancament de sessió. La nit següent, mentre els Freelings dormen, la Carol Anne és atreta per la televisió que transmet de nou estàtica. De sobte, un ésser maligne sorgeix de la pantalla i s'esvaeix a la paret, la qual cosa provoca un violent terratrèmol. Quan el terratrèmol acaba, la Carol Anne diu que «ja són aquí».
Els fenòmens paranormals es produeixen l'endemà: un got es trenca espontàniament, la vaixella es doblega i els fantasmes mouen els mobles. Els fenòmens semblen innocents al principi, però ràpidament comencen a intensificar-se. Una nit, l'arbre del pati posterior cobra vida i atrapa en Robbie a través de la finestra del dormitori. Mentre que la Diane i l'Steve rescaten en Robbie abans que l'arbre diabòlic se l'empassi, la Carol Anne és abduïda a través d'un portal en el seu armari. Els Freelings s'adonen que se l'han endut quan senten la seva veu que emana de la televisió.
Un grup de parapsicòlegs de UC Irvine —la Dra. Lesh, en Ryan, i en Marty— arriben a la casa dels Freeling per investigar i determinar que la família està experimentant una intrusió poltergeist. Descobreixen que els disturbis impliquen una mica més que un fantasma. L'Steve també descobreix en una conversa amb el seu cap, en Lewis Teague, que Cuesta Verde està construïda on antigament es trobava un cementiri.
Per a protegir els nens, la Dana és enviada a casa d'una amiga i en Robbie a la de l'àvia. La doctora Lesh i en Ryan criden a la Tangina Barrons, una médium espiritual. La Tangina afirma que els esperits que habiten a la casa estan atrapats en una «esfera de la consciència» diferent i no estan en repòs. Atrets per la força vital de la Carol Anne, aquests esperits es distreuen de la «llum» de debò que ha arribat per ells. La Tangina després agrega que entre aquests fantasmes hi ha un dimoni conegut com la «Bèstia», que té la Carol Anne sota restricció en un esforç per manipular als altres esperits.
Els parapsicòlegs descobreixen que l'entrada a l'altra dimensió és a través de l'armari del dormitori dels nens, mentre que la sortida és a través del sostre de la sala d'estar. Per rescatar la Carol Anne la Diane travessa l'entrada del Més Enllà lligada a una corda connectada través de tots dos portals. La Diane aconsegueix recuperar la Carol Anne, i totes dues cauen al terra de la sala d'estar des del sostre, inconscients i cobertes de residus d'ectoplasma. A mesura que es recuperen, la Tangina anuncia després que la casa ja està «neta».
Poc després, els Freelings comencen el procés de mudança, per la qual cosa han de guardar les seves pertinences. Durant la seva última nit a la casa l'Steve assisteix a una reunió amb en Teague, mentre la Dana va a una cita, deixant la Diane, en Robbie, i la Carol Anne sols a la casa.
La «Bèstia» intenta tendir una emboscada a la Diane i els nens per fer un segon segrest a través de l'armari. Encara que en un primer moment estan atrapats a l'habitació dels nens, la Diane i els seus fills finalment aconsegueixen escapar. Però un cop arriben al pis inferior, un munt de taüts i cadàvers sorgeixen del terra de la cuina i del seu pati.
L'Steve i la Dana tornen a casa una vegada que el caos és absolut. L'Steve s'adona que en lloc de fer la reubicació del cementiri per al desenvolupament de Cuesta Verde, en Teague només va moure les làpides, deixant els cossos en el cementiri original.
Els Freelings fugen de Cuesta Verde mentre la casa implosiona amb un esclat de llum en una altra dimensió, davant la sorpresa dels espectadors. La família s'allotja en un hotel per passar la nit, i l'Steve treu la televisió a l'exterior.

## Repartiment
- Heather O'Rourke: Carol Anne Freelings.
- JoBeth Williams: Diane Freelings
- Craig T. Nelson: Steven Freelings
- Oliver Robins: Robbie Freelings
- Dominique Dunne: Dana Freelings
- Zelda Rubinstein: Tangina Barrons.
- Beatrice Straight: Dra. Lesh
- Richard Lawson: Ryan:
- Martin Casella: Marty:
- Michael McManus: Ben Tuthill
- Virginia Kiser: Sra. Tuthill
- Lou Perry: Pugsley
- Clair I. Leucart: Conductora de l'excavadora
- James Karen: Sr. Teague
- Dirk Blocker: Jeff Shaw

## Producció
Després d'acabar amb el rodatge de Raiders of the Lost Ark (1981), Steven Spielberg tenia dos projectes al cap: E. T., l'extraterrestre (1982) i Poltergeist. Com no podia dirigir les dues pel·lícules alhora, ja que la «Director's Guild of America» prohibeix que es dirigeixin dos films al mateix temps, es va decantar per la primera, deixant la segona en mans de Tobe Hooper, responsable de la matança de Texas (The Texas Chainsaw Massacre, 1974) malgrat que el guió d'aquesta l'havia escrit ell mateix, juntament amb Michael Grais i Mark Victor, a partir d'un argument propi, tot  basat en els seus temors infantils.
Encara que Spielberg sempre ho ha negat categòricament, diverses persones del rodatge diuen que va ser ell qui es va encarregar de rodar la pel·lícula sencera, malgrat que la seva intenció prèvia fos  deixar-la-hi al seu col·lega. A Spielberg no li agradava com rodava Hopper algunes escenes i llavors va començar aconsellant-li de manera «això es fa així i així». Tots els que van estar presents durant el rodatge coincideixen a assenyalar que Hopper sempre estava en els rodatges, però que Spielberg era com la seva ombra; alguns, com l'actor principal Craig T. Nelson, diuen que Hopper va dirigir totes les escenes i  d'altres, com Jerry Goldsmith, autor de la banda sonora, diuen que Spielberg passava olímpicament del seu col·lega.

## Llegenda negra
La pel·lícula és sovint citada com a maleïda per l'assassinat de Dominique Dunne i primerenca mort de Heather O'Rourke, així com el fet que l'actriu JoBeth Williams ha assenyalat en entrevistes de televisió que els esquelets utilitzats en la ben coneguda escena de la piscina en la primera pel·lícula Poltergeist eren reals. Aquest ha estat el centre de la coneguda «Maledicció poltergeist»a.

### Maledicció poltergeist
Alguns creuen que es tracta d'una pel·lícula maleïda. Aquesta llegenda urbana es basa en els següents fets:
- Heather O'Rourke, Carol Anne en la saga, va morir amb 12 anys el 1988, víctima d'estenosi intestinal.
- Dominique Dunne, Dana (la germana gran), va morir en ser escanyada per la seva parella.
- Julian Beck, el Reverend Kane en la segona part, va morir el 1985 per un càncer d'estómac, durant el rodatge.
- Will Sampson, que va interpretar a un bruixot anomenat Taylor en la segona part, i que afirmava ser xaman en la vida real, va morir el 1987 per complicacions en un trasplantament de cor i pulmó.

En total, van morir quatre personatges en les tres parts.

## Remake
El 2015 va ser l'estrena del remake de la primera pel·lícula de la saga Poltergeist. L'estrena va ser el 13 de febrer de 2015 als Estats Units. Els enregistraments van començar en el mes de setembre de 2013, i el projecte es va desenvolupar durant un any complet, a causa que el director, Gil Kenan, va voler tractar amb respecte i delicadesa el material al moment d'editar-la i passar-la per postproducció. Els enregistraments es van fer a Toronto (Canadà). La pel·lícula porta el mateix nom que la cinta original. i serà distribuïda per la 20th Century Fox.

## Premis
Nominada a tres Premis Oscar. Altres quatre premis i quatre nominacions.

### Premis de l'Acadèmia
| Any  | Premi | Categoria               | Nominació                                      | Resultat | Ref. |
| ---- | ----- | ----------------------- | ---------------------------------------------- | -------- | ---- |
| 1983 | Oscar | Millors efectes visuals | Stephen Hunter Flick i Richard L. Anderson     | Nominats |      |
| 1983 | Oscar | Millors edició de so    | Richard Edlund, Michael Wood i Bruce Nicholson | Nominats |      |
| 1983 | Oscar | Millor banda sonora     | Jerry Goldsmith                                | Nominat  |      |

### Acadèmia de Cinema de Ciència Ficció, Fantasia i Horror
| Any  | Resultat    | Premi        | Categoria/Destinatari(s)                                                                                |
| ---- | ----------- | ------------ | --- |
| 1983 | Guanyadores | Premi Saturn | Millor Pel·lícula de terror Millor Make-Up: Dorothy J. Pearl Millor Actriu secundària: Zelda Rubinstein |
| 1983 | Nominats    | Premi Saturn | Millor Actriu: JoBeth Williams Millor Director:Tobe Hooper Millor Música: Paul Myers                    |

### Premis BAFTA
| Any  | Resultat  | Premi                 | Categoria/Destinatari(s)                          |
| ---- | --------- | --------------------- | ------------------------------------------------- |
| 1983 | Guanyador | Premi de Cinema BAFTA | Millors Efectes Visuals Especials: Richard Edlund |

### Premis Artistes Joves
| Any  | Resultat | Premi              | Categoria/Destinatari(s)                        |
| ---- | -------- | ------------------ | ----------------------------------------------- |
| 1983 | Nominada | Premi Artista Jove | Millor Actriu Jove secundària: Heather O'Rourke |